# 米尔扎普尔-丘姆-温迪亚恰尔
米尔扎普尔-丘姆-温迪亚恰尔（Mirzapur-cum-Vindhyachal），是印度北方邦米爾扎布爾縣的一个城镇。总人口205264（2001年）。

## 人口
该地2001年总人口205264人，其中男性109872人，女性95392人；0—6岁人口28666人，其中男14931人，女13735人；识字率62.01%，其中男性为68.95%，女性为54.01%。